# 大野町 (長崎県)
大野町（おおのちょう）は、旧北松浦郡にあった町。戦時合併に伴い、他町村とともに佐世保市へ編入された。
現在の大野地域にあたる。

## 地理
- 山：石盛山、紋殊岳
- 河川：相浦川

## 沿革
- 1889年（明治22年）4月1日 - 町村制施行により、北松浦郡大野村が単独村制にて発足。
- 1940年（昭和15年）4月17日 - 町制施行。大野町となる。
- 1942年（昭和17年）5月27日 - 北松浦郡皆瀬村、北松浦郡中里村、東彼杵郡早岐町とともに佐世保市に編入し、大野町は自治体として消滅。

## 地名
免を行政区域とする。大野町は1889年の町村制施行時に単独で自治体として発足したため、大字は無し。（発足当初は大野村）
- 大野田原免（おおのたばる）
- 瀬戸越免
- 知見寺免
- 原分田原免（はるぶんたばる）
- 原分岡免（はるぶんおか）
- 松瀬岡免
- 松原免
- 矢峰免

## 交通

### 鉄道
日本国有鉄道
- 松浦線
  - （皆瀬村） - 左石駅 - 泉福寺駅 - （佐世保市）
  - （皆瀬村） - 左石駅 - 肥前池野駅 - （柚木村）

左石駅で松浦線が相浦方面と柚木方面に分岐する。
左石駅から柚木駅までの路線は佐世保市編入後の1945年（昭和20年）に柚木線として分離されたが、1967年（昭和42年）に発生した佐世保水害（昭和42年7月豪雨）により全線不通となり、同年9月をもって廃止された。

## 名所・旧跡
- 泉福寺洞窟
- 眼鏡岩 - 平戸八景のひとつ。